# Vozera Sjo
Vozera Sjo (vitryska: Возера Шо) är en sjö i Belarus.   Den ligger i voblasten Vitsebsks voblast, i den norra delen av landet, 150 km norr om huvudstaden Minsk. Vozera Sjo ligger 168 meter över havet. Arean är 7,2 kvadratkilometer. Den sträcker sig 4,3 kilometer i nord-sydlig riktning, och 2,4 kilometer i öst-västlig riktning.
I omgivningarna runt Vozera Sjo växer i huvudsak blandskog. Runt Vozera Sjo är det glesbefolkat, med 18 invånare per kvadratkilometer.